# Estola unicolor
Estola unicolor är en skalbaggsart som beskrevs av Leon Fairmaire och Germain 1859. Estola unicolor ingår i släktet Estola och familjen långhorningar. Inga underarter finns listade i Catalogue of Life.